# Cile ai Giochi della XXX Olimpiade
Il Cile ha partecipato ai Giochi della XXX Olimpiade di Londra, che si sono svolti dal 27 luglio al 12 agosto 2012, con una delegazione di 35 atleti.

## Atletica leggera
| Gara         | Atleta         | Batterie | Batterie | Quarti | Quarti | Semifinali | Semifinali | Finale | Finale |
| Gara         | Atleta         | Tempo    | Pos.     | Tempo  | Pos.   | Tempo      | Pos.       | Tempo  | Pos.   |
| ------------ | -------------- | -------- | -------- | ------ | ------ | ---------- | ---------- | ------ | ------ |
| 200 m        | Cristián Reyes |          |          |        |        |            |            |        |        |
| 50 km marcia | Edward Araya   |          |          |        |        |            |            |        |        |
| 50 km marcia | Yerko Araya    |          |          |        |        |            |            |        |        |

| Prova                | Gonzalo Barroilhet | Gonzalo Barroilhet | Gonzalo Barroilhet |
| Prova                | Risultato          | Punti              | Pos.               |
| -------------------- | ------------------ | ------------------ | ------------------ |
| 100 metri            |                    |                    |                    |
| Salto in lungo       |                    |                    |                    |
| Getto del peso       |                    |                    |                    |
| Salto in alto        |                    |                    |                    |
| 400 metri            |                    |                    |                    |
| 110 metri ostacoli   |                    |                    |                    |
| Lancio del disco     |                    |                    |                    |
| Salto con l'asta     |                    |                    |                    |
| Tiro del giavellotto |                    |                    |                    |
| 1500 metri           |                    |                    |                    |
| Totale               |                    | -                  | -                  |

| Gara           | Atleta   | Batterie | Batterie | Quarti | Quarti | Semifinali | Semifinali | Finale | Finale |
| Gara           | Atleta   | Tempo    | Pos.     | Tempo  | Pos.   | Tempo      | Pos.       | Tempo  | Pos.   |
| -------------- | -------- | -------- | -------- | ------ | ------ | ---------- | ---------- | ------ | ------ |
| Erika Olivera  | Maratona |          |          |        |        |            |            |        |        |
| Natalia Romero | Maratona |          |          |        |        |            |            |        |        |

Eventi concorsi
| Atleta         | Evento           | Qualificazioni | Qualificazioni | Finale | Finale    |
| Atleta         | Evento           | Misura         | Posizione      | Misura | Posizione |
| -------------- | ---------------- | -------------- | -------------- | ------ | --------- |
| Natalia Duco   | Getto del peso   |                |                |        |           |
| Karen Gallardo | Lancio del disco |                |                |        |           |

## Canottaggio
Maschile
| Atleta        | Evento  | Batterie | Batterie   | Semifinali | Semifinali | Finale | Finale     |
| Atleta        | Evento  | Tempo    | Classifica | Tempo      | Classifica | Tempo  | Classifica |
| ------------- | ------- | -------- | ---------- | ---------- | ---------- | ------ | ---------- |
| Oscar Vasquez | Singolo |          |            |            |            |        |            |

## Ciclismo

### Ciclismo su strada
Maschile
| Atleta                  | Evento                  | Tempo | Classifica |
| ----------------------- | ----------------------- | ----- | ---------- |
| Gonzalo Garrido Zenteno | Corsa in linea maschile |       |            |

Femminile
| Atleta      | Evento                   | Tempo | Classifica |
| ----------- | ------------------------ | ----- | ---------- |
| Paola Munoz | Corsa in linea femminile |       |            |

### Ciclismo su pista
Omnium maschile
| Atleta        | Evento | Flying lap | Flying lap | Corsa a punti | Corsa a punti | Corsa a eliminazione | Inseguimento individuale | Inseguimento individuale | Scratch race | Scratch race | Chilometro da fermo | Chilometro da fermo | Punti totali | Classifica |
| Atleta        | Evento | Tempo      | Posizione  | Punti         | Posizione     | Posizione            | Avversario Risultato     | Posizione                | Tempo        | Posizione    | Tempo               | Posizione           | Punti totali | Classifica |
| ------------- | ------ | ---------- | ---------- | ------------- | ------------- | -------------------- | ------------------------ | ------------------------ | ------------ | ------------ | ------------------- | ------------------- | ------------ | ---------- |
| Luis Mansilla | Omnium |            |            |               |               |                      |                          |                          |              |              |                     |                     |              |            |

## Equitazione
Concorso completo
| Atleta                                                                    | Cavallo              | Evento      | Dressage | Dressage   | Cross-country | Cross-country | Salto ostacoli | Salto ostacoli | Salto ostacoli | Salto ostacoli | Totale   | Totale     |
| Atleta                                                                    | Cavallo              | Evento      | Dressage | Dressage   | Cross-country | Cross-country | Qualificazione | Qualificazione | Finale         | Finale         | Totale   | Totale     |
| Atleta                                                                    | Cavallo              | Evento      | Penalità | Classifica | Penalità      | Classifica    | Penalità       | Classifica     | Penalità       | Classifica     | Penalità | Classifica |
| ------------------------------------------------------------------------- | -------------------- | ----------- | -------- | ---------- | ------------- | ------------- | -------------- | -------------- | -------------- | -------------- | -------- | ---------- |
| Rodrigo Carrasco                                                          | Or De La Charboniere | Individuale |          |            |               |               |                |                |                |                |          |            |
| Tomas Couve Correa                                                        | Underwraps           | Individuale |          |            |               |               |                |                |                |                |          |            |
| Carlos Alberto Mornstadt                                                  | Talento              | Individuale |          |            |               |               |                |                |                |                |          |            |
| Samuel Parot                                                              | Al Calypso           | Individuale |          |            |               |               |                |                |                |                |          |            |
| Rodrigo Carrasco Tomas Couve Correa Carlos Alberto Mornstadt Samuel Parot |                      | Squadre     |          |            |               |               |                |                |                |                |          |            |

## Ginnastica

### Ginnastica artistica
Maschile
| Atleta         | Evento               | Attrezzo  | Attrezzo     | Attrezzo | Attrezzo | Attrezzo  | Attrezzo | Qualificazioni | Qualificazioni | Finale | Finale     |
| Atleta         | Evento               | Volteggio | Corpo libero | Cavallo  | Anelli   | Parallele | Sbarra   | Totale         | Classifica     | Totale | Classifica |
| -------------- | -------------------- | --------- | ------------ | -------- | -------- | --------- | -------- | -------------- | -------------- | ------ | ---------- |
| Tomás González | Concorso individuale |           |              |          |          |           |          |                |                |        |            |

Femminile
| Atlete        | Evento               | Attrezzo  | Attrezzo     | Attrezzo               | Attrezzo | Qualificazione | Qualificazione | Finale | Finale     |
| Atlete        | Evento               | Volteggio | Corpo libero | Parallele asimmetriche | Trave    | Totale         | Classifica     | Totale | Classifica |
| ------------- | -------------------- | --------- | ------------ | ---------------------- | -------- | -------------- | -------------- | ------ | ---------- |
| Simona Castro | Concorso individuale |           |              |                        |          |                |                |        |            |

## Judo
Maschile
| Atleta           | Evento | Preliminari          | 16-esimi             | Ottavi               | Quarti di finale     | Semifinali           | 1º Turno ripescaggi  | Ripescaggi Quarti    | Ripescaggi Semifinali | Finale               |
| Atleta           | Evento | Avversario Risultato | Avversario Risultato | Avversario Risultato | Avversario Risultato | Avversario Risultato | Avversario Risultato | Avversario Risultato | Avversario Risultato  | Avversario Risultato |
| ---------------- | ------ | -------------------- | -------------------- | -------------------- | -------------------- | -------------------- | -------------------- | -------------------- | --------------------- | -------------------- |
| Alejandro Zuñiga | −66 kg |                      |                      |                      |                      |                      |                      |                      |                       |                      |

## Lotta
Greco-Romana Maschile
| Atleta      | Evento  | Qualificazione       | Ottavi               | Quarti               | Semifinale           | Ripescaggio Turno 1  | Ripescaggio Turno 2  | Finale               | Classifica |
| Atleta      | Evento  | Avversario Risultato | Avversario Risultato | Avversario Risultato | Avversario Risultato | Avversario Risultato | Avversario Risultato | Avversario Risultato |            |
| ----------- | ------- | -------------------- | -------------------- | -------------------- | -------------------- | -------------------- | -------------------- | -------------------- | ---------- |
| Andres Ayub | −120 kg |                      |                      |                      |                      |                      |                      |                      |            |

## Nuoto e sport acquatici

### Nuoto
Femminile
| Atleta          | Evento             | Batteria | Batteria   | Semifinale | Semifinale | Finale | Finale     |
| Atleta          | Evento             | Tempo    | Classifica | Tempo      | Classifica | Tempo  | Classifica |
| --------------- | ------------------ | -------- | ---------- | ---------- | ---------- | ------ | ---------- |
| Kristel Köbrich | 400 m stile libero |          |            |            |            |        |            |
| Kristel Köbrich | 800m stile libero  |          |            |            |            |        |            |

## Pentathlon moderno
Maschile
| Atleta         | Evennto     | Tiro a segno | Scherma | Nuoto | Equitazione | Corsa | Totale Punti | Classifica |
| -------------- | ----------- | ------------ | ------- | ----- | ----------- | ----- | ------------ | ---------- |
| Esteban Bustos | Individuale |              |         |       |             |       |              |            |

## Scherma
Maschile
| Atleta          | Evento            | Preliminari          | 16-esimi             | Ottavi               | Quarti di finale     | Semifinale           | Finale               |
| Atleta          | Evento            | Avversario Punteggio | Avversario Punteggio | Avversario Punteggio | Avversario Punteggio | Avversario Punteggio | Avversario Punteggio |
| --------------- | ----------------- | -------------------- | -------------------- | -------------------- | -------------------- | -------------------- | -------------------- |
| Paris Inostroza | Spada Individuale |                      |                      |                      |                      |                      |                      |

Femminile
| Atleta                 | Evento            | Preliminari          | 16-esimi             | Ottavi               | Quarti di finale     | Semifinale           | Finale               |
| Atleta                 | Evento            | Avversario Punteggio | Avversario Punteggio | Avversario Punteggio | Avversario Punteggio | Avversario Punteggio | Avversario Punteggio |
| ---------------------- | ----------------- | -------------------- | -------------------- | -------------------- | -------------------- | -------------------- | -------------------- |
| Caterin Bravo Aranguiz | Spada Individuale |                      |                      |                      |                      |                      |                      |

## Sollevamento pesi
Maschile
| Atleta               | Evento  | Strappo   | Strappo    | Slancio   | Slancio    | Totale | Classifica |
| Atleta               | Evento  | Risultato | Classifica | Risultato | Classifica | Totale | Classifica |
| -------------------- | ------- | --------- | ---------- | --------- | ---------- | ------ | ---------- |
| Jorge Eduardo García | -105 kg |           |            |           |            |        |            |

Femminile
| Atleta                | Evento | Strappo   | Strappo    | Slancio   | Slancio    | Totale | Classifica |
| Atleta                | Evento | Risultato | Classifica | Risultato | Classifica | Totale | Classifica |
| --------------------- | ------ | --------- | ---------- | --------- | ---------- | ------ | ---------- |
| Maria Fernanda Valdes | -75 kg |           |            |           |            |        |            |

## Taekwondo
Femminile
| Atleta         | Evento | 16-esimi             | Quarti di finale     | Semifinali           | 1º Turno ripescaggi  | 2º Turno ripescaggi  | Finale               |
| Atleta         | Evento | Avversario Risultato | Avversario Risultato | Avversario Risultato | Avversario Risultato | Avversario Risultato | Avversario Risultato |
| -------------- | ------ | -------------------- | -------------------- | -------------------- | -------------------- | -------------------- | -------------------- |
| Yeny Contreras | −57 kg |                      |                      |                      |                      |                      |                      |

## Tennis tavolo
Femminile
| Atleta          | Evento  | Preliminari          | Round 1              | Round 2              | Round 3              | Round 4              | Quarti di finale     | Semifinale           | Finale               |  |
| Atleta          | Evento  | Avversario Risultato | Avversario Risultato | Avversario Risultato | Avversario Risultato | Avversario Risultato | Avversario Risultato | Avversario Risultato | Avversario Risultato |  |
| --------------- | ------- | -------------------- | -------------------- | -------------------- | -------------------- | -------------------- | -------------------- | -------------------- | -------------------- |  |
| Berta Rodriguez | Singolo |                      |                      |                      |                      |                      |                      |                      |                      |  |

## Tiro a segno/volo
Femminile
| Atleta                    | Evento | Qualificazione | Qualificazione | Finale    | Finale     | Classifica |
| Atleta                    | Evento | Punteggio      | Classifica     | Punteggio | Classifica | Classifica |
| ------------------------- | ------ | -------------- | -------------- | --------- | ---------- | ---------- |
| Francisca Crovetto Chadid | Skeet  |                |                |           |            |            |

## Tiro con l'arco
Femminile
| Atleta             | Evento      | Round di qualificazione | Round di qualificazione | 64-esimi             | 32-esimi             | 16-esimi             | Quarti di finale     | Semifinale           | Finale               | Finale     |
| Atleta             | Evento      | Punteggio               | Seed                    | Avversario Punteggio | Avversario Punteggio | Avversario Punteggio | Avversario Punteggio | Avversario Punteggio | Avversario Punteggio | Classifica |
| ------------------ | ----------- | ----------------------- | ----------------------- | -------------------- | -------------------- | -------------------- | -------------------- | -------------------- | -------------------- | ---------- |
| Denisse van Lamoen | Individuale |                         |                         |                      |                      |                      |                      |                      |                      |            |

## Triathlon
Maschile
| Atleta                | Evento      | Nuoto | Ciclismo | Corsa | Totale | Classifica |
| --------------------- | ----------- | ----- | -------- | ----- | ------ | ---------- |
| Felipe Van de Wyngard | Individuale |       |          |       |        |            |

Femminile
| Atleta          | Evento      | Nuoto | Ciclismo | Corsa | Totale | Classifica |
| --------------- | ----------- | ----- | -------- | ----- | ------ | ---------- |
| Barbara Riveros | Individuale |       |          |       |        |            |

## Vela
Maschile
| Atleta                             | Evento | Regata | Regata | Regata | Regata | Regata | Regata | Regata | Regata | Regata | Regata | Regata | Punteggio | Classifica |
| Atleta                             | Evento | 1      | 2      | 3      | 4      | 5      | 6      | 7      | 8      | 9      | 10     | 11     | Punteggio | Classifica |
| ---------------------------------- | ------ | ------ | ------ | ------ | ------ | ------ | ------ | ------ | ------ | ------ | ------ | ------ | --------- | ---------- |
| Matias del Solar                   | Laser  |        |        |        |        |        |        |        |        |        |        |        |           |            |
| Diego González Parro Benjamin Grez | 470    |        |        |        |        |        |        |        |        |        |        |        |           |            |